# أداوتو نيتو
أداوتو نيتو هو لاعب كرة قدم برازيلي في مركز الوسط، ولد في 31 ديسمبر 1980 في إيتابونا في البرازيل. لعب مع نادي دالاس.